# ブレナム宮殿
座標: 北緯51度50分31秒 西経1度21分41秒 / 北緯51.84194度 西経1.36139度
ブレナム宮殿（ブレナムきゅうでん、Blenheim Palace）は、イギリスのオックスフォード近郊のウッドストックにあるマールバラ公爵スペンサー＝チャーチル家所有の宮殿。イングランド最大のカントリー・ハウスといわれる。

## 沿革
初代マールバラ公爵ジョン・チャーチルは、スペイン継承戦争中のブレンハイム（ブレナム）の戦いで立てた戦功によって当時のアン女王からウッドストック (イングランド)の王室の料林と、そこに建設中だった宮殿を下賜された。
本館と柱廊でつながった2つの翼棟からなるイギリス・バロック様式の屋敷は部屋数200以上をもち、庭園の総面積は4600ヘクタールに及ぶ。英国バロック建築の巨匠ジョン・ヴァンブラの設計により17年の年月をかけ、1722年に完成した。ヴァンブラの代表作となっている。
第二次世界大戦中の首相であったウィンストン・スペンサー＝チャーチルは、第7代マールバラ公爵ジョン・スペンサー＝チャーチルの次男ランドルフ・スペンサー＝チャーチル卿の長男にあたり、ブレナム宮殿で生まれている。
第8代マールバラ公爵ジョージ・スペンサー＝チャーチルの代には保有していたルーベンス、ヴァン・ダイク、ティツィアーノ、レンブラントなどの名画の大半が売り飛ばされたため、ブレナム宮殿には価値のある絵画はほとんど残っていない。
第9代マールバラ公爵チャールズ・スペンサー＝チャーチルの代には更に家計がひっ迫し、アメリカマネーに頼らざるを得なくなり、アメリカの鉄道王ヴァンダービルト家のコンスエロ・ヴァンダービルトと結婚した。この結婚で巨額の資金を手に入れ、ブレナム宮殿の維持に成功した。
ブレナム宮殿を評価する上で、その庭園は重要な要素である。宮殿完成時には宮廷画家だったヘンリー・ワイズによって設計されたロマン主義的なイギリス式庭園だったが、第3代マールバラ公爵チャールズ・スペンサーが1764年から1774年にかけて風景庭園師ランスロット・ブラウンに依頼して植林、人工湖、運河、橋などを配置した風景式庭園に改造し、イングランドでも無類の景観を作り出した。その後、1925年から1932年のあいだにアシル・デュシェーヌの設計によるル・ノートル様式のフランス庭園に改造され今日に至っている。
1987年に世界遺産に登録された。
2016年には映画『トランスフォーマー/最後の騎士王』でナチスの司令部のロケ地になった。この件についてアフガニスタン駐留英軍の元司令官であるリチャード・ケンプ大佐らは、ナチスと戦った戦争指導者ウィンストン・スペンサー＝チャーチルの生家ブレナム宮殿に巨大なナチスのハーケンクロイツの旗が掲げられたと批判した。貸し出した所有者の第12代マールバラ公爵ジェイミー・スペンサー＝チャーチルはこの件に沈黙を貫いている。
2018年7月12日からアメリカ大統領ドナルド・トランプの訪英が行われたが、人種・性差別主義者としてトランプの訪英に反対する大規模な抗議集会がロンドンで起きたため、ロンドンを避けてブレナム宮殿において英首相テリーザ・メイによるトランプ歓迎式典が開かれる異例の事態となった。
2019年9月14日未明に、館内に展示中であった「アメリカ」(America)と名付けられた18金の便器（イタリアの彫刻家マウリツィオ・カテランの作品、報道担当者によれば時価500万ドル）が窃盗にあった。この便器は2017年にニューヨークの美術館が米大統領ドナルド・トランプから「ホワイトハウスに飾るためにゴッホの絵を借りたい」との要請を受けた際、断る代わりにこの便器なら貸し出してもいいと提案したことで話題になっていた物だった。

## ギャラリー

### 外観
- ブレナム宮殿北面
- 北面屋根に刻まれる初代マールバラ公爵ジョン・チャーチルの紋章の彫刻
- ブレナム宮殿南面
- ブレナム宮殿西面
- ブレナム宮殿西面と南面
- ブレナム宮殿東面

### グレイトホール
- グレイトホール入り口。
- グレイトホール奥。英国で最も規模壮大な玄関ホールといわれる[15]。
- 上下に重なるアーチのホールは私邸では大変珍しい[15]。
- クリスマスの飾りつけをされたグレイトホール
- グレイトホールの天井画はジェームズ・ソーンヒル画。初代マールバラ公爵ジョン・チャーチルがブレンハイムの作戦を女神に報告する光景を描いている[15]。
- ヘルクラネウム遺跡から発掘されたローマ時代に作られたローマ皇帝ハドリアヌスとマケドニア王アレクサンドロス3世の胸像

### サルーン
- サルーン
- 天井が高いために壁面が大きくなる閉塞感を戸外を描いた壁画によって和らげている[16]。
- サルーンの食卓
- サルーンの天井画
- 騎乗する初代マールバラ公爵ジョン・チャーチルを象った銀製の塩入れ[16]

### ロングライブラリー
- ロングライブラリー
- アン女王の石像
- ロングライブラリー
- ロングライブラリー
- ロングライブラリー
- パイプオルガン

### チャペル
- チャペル
- チャペルの天使の彫像
- チャペルの天井

### ステートルーム
- ファーストステートルーム
- ファーストステートルーム
- ファーストステートルームのゆりかご
- セカンドステートルーム
- サード・ステート・ルーム

### レッドドローイングルーム
- 長椅子と椅子
- 机
- 床に置かれてるカニのオブジェは艾未未の作品

### 庭園
- 南面前のウォーター・テラス
- ロー・ウォーター・テラス
- 東面前のイタリアンガーデン
- バラ園
- カスケード
- 池

## 登録基準
この世界遺産は世界遺産登録基準のうち、以下の条件を満たし、登録された（以下の基準は世界遺産センター公表の登録基準からの翻訳、引用である）。
- (2) ある期間を通じてまたはある文化圏において、建築、技術、記念碑的芸術、都市計画、景観デザインの発展に関し、人類の価値の重要な交流を示すもの。
- (4) 人類の歴史上重要な時代を例証する建築様式、建築物群、技術の集積または景観の優れた例。